# Phricotelus
Phricotelus is een monotypisch geslacht van spinnen uit de  familie van de Mysmenidae.

## Soort
- Phricotelus stelliger Simon, 1895